# Número semientero

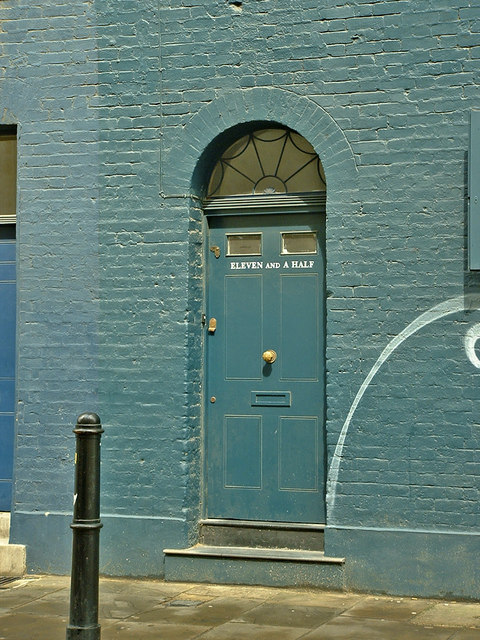
Número "11 y medio" de Fournier Street, Spitalfields, Londres

En matemáticas, un número semientero es un número definido de la forma
{\displaystyle n+{1 \over 2}},
donde {\displaystyle n} es entero. Por ejemplo: 4½, 7/2, -13/2 y 8,5 son números semienteros.
Los semienteros ocurren con bastante frecuencia en contextos matemáticos para los cuales un término especial es conveniente. Nótese que la mitad de un entero no es siempre un semientero: la mitad de un entero par es un entero pero no un semientero. Los semienteros son precisamente esos números que son la mitad de un entero impar, y por esta razón también son llamados impares semienteros. Los semienteros son un caso especial de los racionales diádicos, números que pueden ser formados dividiendo un entero sobre una potencia de dos.

## Notación y estructuras algebraicas
El conjunto de todos los semienteros es comúnmente denotado como
{\displaystyle \mathbb {Z} +{1 \over 2}.}
Los enteros y semienteros juntos forman un grupo bajo la operación de la suma, la cual puede ser denotada como
{\displaystyle {\frac {1}{2}}\mathbb {Z} .}
Sin embargo, estos números no forman un anillo ya que el producto de dos semienteros no puede ser un semientero.

## Usos

### Empaquetamiento de esferas
El empaquetamiento más denso de esferas unitarias en cuatro dimensiones, llamada red D4, coloca una esfera en cada punto cuyas coordenadas sean todas enteras o semienteras. Este empaquetamiento esta estrechamente relacionado con los enteros de Hurwitz, los cuales son cuaterniones cuyos coeficientes reales son todos enteros semienteros.

### Física
En física, el principio de exclusión de Pauli es el resultado de la definición de los fermiones como partículas que tienen espines los cuales son semienteros.
El nivel energético del oscilador armónico cuántico ocurren a semienteros y, por lo tanto, su nivel más bajo de energía no es cero.

### Volumen de una esfera
Aunque la función Factorial está definida solo por argumentos enteros, puede ser extendida a argumentos fraccionales utilizando la función gamma. La función gamma para semienteros es una parte importante de la fórmula para el volumen de una bola de dimensión {\displaystyle n} de radio {\displaystyle R},
{\displaystyle V_{n}(R)={\frac {\pi ^{n/2}}{\Gamma ({\frac {n}{2}}+1)}}R^{n}.}
Los valores de la función gamma en semienteros son múltiplos enteros de la raíz cuadrada de π:
{\displaystyle \Gamma \left({\frac {1}{2}}+n\right)={\frac {(2n-1)!!}{2^{n}}}\,{\sqrt {\pi }}={(2n)! \over 4^{n}n!}{\sqrt {\pi }}}
donde {\displaystyle n!!} denota el doble factorial.